# Ensō (zen)
Pour les articles homonymes, voir Enso.

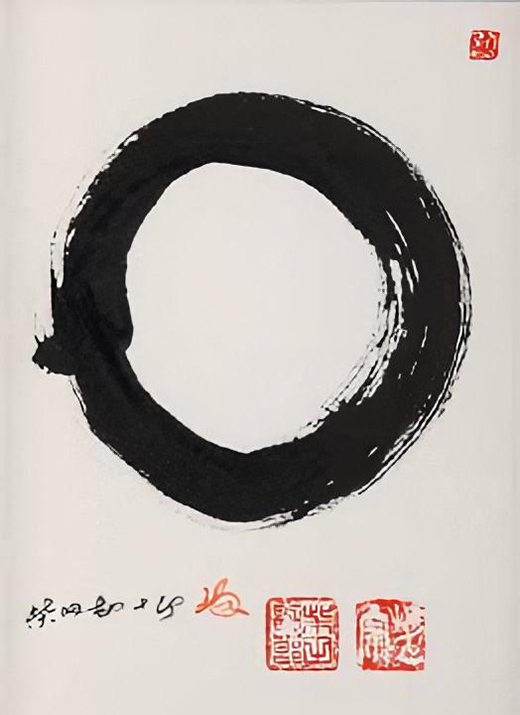
La calligraphie de l’ensō par Kanjuro Shibata XX.

L’ensō (円相) (« cercle », en japonais) est le symbole de la vacuité et de l’achèvement dans le bouddhisme zen. Il provient du wu, symbole taoïste chinois, via les ancêtres du zen que sont le bouddhisme chan chinois, puis le bouddhisme son coréen.
La forme de l’ensō varie selon le moine qui le trace et la signification que l’on souhaite lui donner : cosmos, changement, vacuité du temps et de l’espace, calme, mouvement. 
Exercice artistique, le traçage est également une pratique religieuse, révélation de l’esprit éveillé.